# 지방도 제707호선
지방도 제707호선은 전북특별자치도 부안군 줄포면에서 부안읍 아담사거리를 잇는 전북특별자치도의 지방도이다.
전 구간 국도 제23호선과 나란하게 놓여 있으며, 노선 중간에 주산면소재지를 관통한다.

## 주요 경유지
- 부안군
  - 줄포면 줄포우회도로교차로 - 사거제 - 장동리
  - 보안면 영전삼거리 - 영전리 - 하입석리 - 보안초등학교 - 판곡사거리 - 월천리
  - 주산면 소산리 - 사산리 - 주산소재지교차로 - 덕림리
  - 부안읍 신흥삼거리 - 신흥리 - 스포츠파크사거리 - 부안남초등학교 - 행산삼거리 - 부안고등학교 - 교육청사거리 - 구소방서사거리 - 아담사거리

## 도로명
- 부안군
  - 선들로 줄포면 줄포우회도로교차로 - 부안읍 스포츠파크사거리
  - 문정로 부안읍 스포츠파크사거리 - 부안읍 교육청사거리
  - 부풍로 부안읍 교육청사거리 - 부안읍 아담사거리